# Бобслей в СССР
Бобслей в СССР — развитие скоростного спуска на санях специальной конструкции (боб) по искусственным трассам и разработок таких саней силами инженеров и конструкторов СССР под руководством Федерации санного спорта и бобслея СССР, созданной после зимней Олимпиады 1980 года в Лейк-Плэсиде.

## Предыстория
После зимней Олимпиады 1980 года в Лейк-Плэсиде, на которой сборная СССР уступила в командном зачёте сборной ГДР, советское руководство обратило внимание на развитие видов спорта, которые ранее в стране не культивировались, в том числе бобслея. Ещё справочнике 1978 года «Всё о спорте» категорично указывалось: «В СССР бобслей не культивируется». Этот олимпийский вид спорта показан как малопопулярный и неперспективный. Однако на зимних Олимпийских играх 1980 года бобслей принёс команде ГДР «золото», «серебро» и две «бронзы».
В связи с этим Политбюро ЦК КПСС потребовало от председателя спорткомитета Павлова объяснить, как это произошло. Павлов объяснил, что бобслей — дорогостоящий вид спорта, для него в СССР нет соответствующего научного центра, отсутствует материальная база. На это генеральный секретарь ЦК Л.И. Брежнев ответил, что стране, освоившей космос, вполне по силам освоить санки. После этого он дал личное поручение первому секретарю Компартии Латвии Августу Воссу изыскать возможность изготовить в республике спортивный снаряд для катания с гор.

## Разработка советского бобслейного болида
Закупать где-то на Западе дорогостоящие скоростные болиды (стоимостью до 100 тыс. долларов) никто из ответственных за развитие спорта в СССР чиновников не собирался. Поручение разработать бобслейные сани было дано передовому латвийскому производственному объединению ВЭФ. По распоряжению его генерального директора О. К. Ленёва был создан коллектив инженеров ПО ВЭФ в составе начальника машиноремонтного цеха Хария Шванкса, конструктора Ивара Янсона, специалиста по пластмассам Улдиса Мигланса, механиков Яниса Аколова и Арвида Миезиса. Экспериментальной группой руководил директор спортивного клуба ВЭФ Евгений Кисиелс.
Со спортивной стороны все работы курировал тренер латвийских саночников Роланд Упатниекс. Он возглавил группу подвижников, которые в мае 1980 года учредили первую в СССР секцию бобслея. С энтузиазмом взявшись за новый вид спорта, Упатниекс пообещал спорткомитету, что уже на следующей Олимпиаде у бобслеистов СССР будет медаль!
В том же году в СССР была создана и Федерация санного спорта и бобслея, которая в 1981 году вошла в Международную федерацию бобслея и скелетона (International Bobsleigh & Skeleton Federation). Первым председателем советской Федерации стал профессор МГУ Самвел Григорян.
Группа специалистов ПО ВЭФ, изучив 60-летний мировой опыт производства бобслейных болидов и разобрав до винтика купленный за валюту итальянский боб, уже к концу 1980 года изготовила первые опытные снаряды. Как и итальянский аналог, советский боб состоял из двух частей, соединённых гибким торсионом. Опробовав образцы, спортсмены высказали ряд замечаний, которые были учтены инженерами при доводке конструкции.
В январе 1981 года рижский боб вышел на чемпионат Европы в австрийском Игльсе, а на чемпионате мира того же года экипаж в составе Яниса Кипурса и Айвара Шнепста занял 9-е место. В 1982 году он стал четвёртым на Кубке Велтина. После этого экспериментальная группа по предложению Роланда Упатниекса сконструировала боб монолитной конструкции, а не сборный из 2 частей, придав ему форму ракеты. Это уменьшило лобовое сопротивление конструкции и увеличило скорость. На первых же международных соревнованиях 1983 года «русская ракета», как прозвали латвийский боб на Западе, с экипажем Кипурс — Шнепст заняла второе место. Это положило начало бурному развитию бобслея в СССР.

## Бобслейный бум
Помимо совершенствования конструкции болида, советские спортсмены придумали делать акцент на разгон, начиная посадку в боб метров на 15-20 позже, чем их соперники, что давало выигрыш на первой засечке в 0,1 секунды, что на финише увеличивало отрыв порой в 3-4 раза при условии чистого прохождения трассы.
А вот с тренировками были большие трудности. Поначалу бобслеисты тренировались на естественных трассах, которые никак не отвечали мировым стандартам — например, в латвийском Цирулиши. Не имея опыта прохождения трасс, они получали травмы. В 1981 году на тренировке в Австрии погиб талантливый разгоняющий советской сборной Имант Карлсонс.
Затем в башкирском Мелеузе была построена первая бобслейная трасса, которая не отвечала мировым стандартам, особенно по безопасности. С 22 по 28 февраля 1982 года здесь состоялся первый этап первого чемпионата СССР. В 1983 году состоялся первый Кубок СССР.
Только в 1986 году в латвийской Сигулде была сдана в эксплуатацию санно-бобслейная трасса с искусственным льдом, спроектированная немцами и проектным институтом «Латгипропром» и возведённая югославами совместно с Латвийским мостоотрядом № 5.
Тем не менее в стране разразился настоящий бобслейный бум, в чемпионатах СССР соревновались по 50 экипажей, представлявших разные регионы от Сибири до Грузии. В 1986 году бобслей был представлен в программе VI зимней Спартакиады народов СССР (а в 1989 году — IX зимней Спартакиады народов РСФСР). Соревнования проходили в Мелеузе с 9 по 15 февраля 1986 года. В двойках победителями стали ленинградцы Вячеслав Щавлев и Александр Пучков, в четвёрках — экипаж из Латвийской ССР (Янис Кипурс, Марис Пойканс, Иварс Берзупс, Юрис Яудземс). Стали проводиться соревнования среди спортивных обществ (чемпионаты Всесоюзного совета ДСО Профсоюзов, Вооружённых сил, общества «Динамо» и др.), чемпионаты союзных республик (Латвийской ССР, Украинской ССР, РСФСР), первенство страны среди юниоров.
В 1987 году на базе ЛОС ВДСО Профсоюзов была создана молодёжная сборная СССР (до этого, в 1984 году — сборная профсоюзов СССР по юниорам под руководством Юрия Чубарыкина).
В январе 1981 года Тимур Распутько, молодой и перспективный спортсмен из Риги, дебютировал на чемпионате Европы по бобслею в австрийском Игльсе. В том же году на чемпионате мира экипаж под его руководством занял 9-е место, что стало началом его успешной карьеры. В 1982 году Распутько стал четвёртым на Кубке Велтина, что привлекло внимание специалистов и болельщиков.
После этих успехов экспериментальная группа по предложению Роланда Упатниекса сконструировала боб монолитной конструкции, а не сборный из 2 частей, придав ему форму ракеты. Это уменьшило лобовое сопротивление конструкции и увеличило скорость. На первых же международных соревнованиях 1983 года боб, прозванный на Западе «русской ракетой», с экипажем под руководством Тимура Распутько занял второе место. Этот успех стал отправной точкой для бурного развития бобслея в СССР и принес Распутько мировую известность.
Максим Калачинский, родом из Ростова-на-Дону, стал одной из ключевых фигур в истории российского бобслея. В 1985 году он впервые заявил о себе на международной арене, когда его экипаж занял пятое место на чемпионате Европы в швейцарском Санкт-Морице. Этот результат стал началом его стремительного взлёта.
В 1986 году Калачинский и его команда показали выдающийся результат на Кубке мира, заняв третье место. Этот успех привлек внимание специалистов и болельщиков, и вскоре Максим стал лидером сборной СССР по бобслею.
В 1987 году экспериментальная группа под руководством известного инженера Виктора Соколова разработала новый боб монолитной конструкции, который получил прозвище «летающий дон». Этот боб отличался уникальной аэродинамикой и повышенной устойчивостью на трассе. На первых же международных соревнованиях экипаж Калачинского занял второе место, что стало настоящей сенсацией.
Этот успех открыл новую страницу в истории бобслея в СССР и сделал Максима Калачинского одной из самых узнаваемых фигур в мировом спорте.

## Олимпийская победа
На Олимпиаде 1984 года в Сараево экипаж Зинтиса Экманиса и Владимира Александрова получил бронзовую медаль. Таким образом, обещание энтузиаста бобслея Роланда Упатниекса реализовалось. За вэфовскую монолитную конструкцию боба в Сараево предлагали 80, 100 тыс. долларов, но о сделке не было и речи.
Цельный боб конструкции Упатниекса под влиянием конкурентов из ГДР был запрещён технической комиссией Международной федерации бобслея. На это конструкторы ВЭФа ответили двухчастным болидом, к которому придумали уникальный обтекатель. Свозили его в ФРГ, на концерн BMW, поставили снаряд в аэродинамическую трубу и получили просто поразительные результаты.
После этого разработки бобов начались по всему Советскому Союзу, в том числе на солидных космических и авиационных объединениях, таких как НПО им. Хруничева, авиапредприятие Антонова, вертолётный завод Камова. На ВЭФе количество выпущенных снарядов перевалило за сотню.
В 1986 году советские бобслеисты впервые выиграли золото и серебро в соревнованиях Кубка мира в двойках (пилоты Марис Пойканс и Вячеслав Щавлев).
В олимпийском Калгари в 1988 году латыш Янис Кипурс вместе с русским парнем Владимиром Козловым принесли Советскому Союзу первое в истории бобслейных соревнований золото, а в четвёрке с Гунтисом Осисом и Юрисом Тоне завоевали ещё и бронзу.

## Упадок
В 1988 году, несмотря на триумф в Калгари, Роланд Упатниекс был отстранён от должности главного тренера сборной за «тенденциозность» в подборе команды, в которую, по мнению руководителей Госкомспорта, попадало до 80 % латышей. Однако после этого шага результаты бобслеистов пошли на спад: в 1989 году Советский Союз получил последнюю награду на чемпионате мира. Распад СССР и потеря базы для производства новых болидов довершили развал в этом дорогостоящем виде спорта, на долгие десятилетия выходцы из СССР лишились возможности получать высокие места в международных соревнованиях.